# Wilder Penfield
Wilder Graves Penfield, OM, CC, CMG, MD, FRS (Spokane (Washington)), 25 of 26 januari 1891 – Montreal, 5 april 1976) was een in Amerika geboren Canadese neurochirurg.

## Neurale stimulatie
Penfield was een origineel onderzoeker die vooral bekendheid kreeg door zijn onderzoek naar hersenfuncties bij ernstige epilepsiepatiënten. Samen met collega Herbert Jasper probeerde hij epileptici te behandelen door hersencellen te vernietigen in gebieden van de hersenen waar de aanvallen ontstonden. Voorafgaande aan de operatie werden onder lokale anesthesie elektroden in de hersenen aangebracht terwijl de patiënten bij bewustzijn waren. Hierdoor konden zij rapporteren wat hun ervaringen waren bij stimulatie van specifieke gebieden in de hersenen en konden operaties ook effectiever worden uitgevoerd.
Dit stelde Penfield in staat functionele kaarten maken van de gebieden in de somatosensibele schors en motorische schors en hun verbindingen met zintuigen en ledematen. Deze kaarten worden nog steeds gebruikt. Bekend is onder andere zijn kaart van de motorische homunculus. Hij ontdekte daarbij tevens dat elektrische stimulatie van de temporale kwab vaak gepaard ging met zeer levendige herinneringen of belevingen van zijn patiënten. Deze ontdekking gaf aanleiding tot de hypothese dat geheugenrepresentaties op specifieke locaties in de hersenen zijn opgeslagen. 
De methode van hersenstimulatie is later ook toegepast door George Ojemann van de Universiteit van Washington in de V.S.